# Železniška postaja Brežice
Železniška postaja Brežice je ena izmed železniških postaj v Sloveniji, ki oskrbuje bližnje naselje Brežice. Postaja se sicer nahaja v vasi Šentlenart severno od središča Brežic.